# Terminal de Ómnibus de Maldonado
La Terminal de Ómnibus de Maldonado es una terminal de transporte de pasajeros que sirve a la ciudad de Maldonado, capital del departamento homónimo. Opera servicios a los departamentos de Canelones, Colonia, Treinta y Tres, Florida, Lavalleja, Durazno, Río Negro, Salto, San José, Flores, Paysandú y Montevideo. Es la segunda terminal de ómnibus más importante del departamento después de la Terminal de Punta del Este.

## Operación
La Terminal de Ómnibus de Maldonado fue inaugurada el 23 de febrero de 1979 durante la gestión del Intendente interventor Juan César Curutchet. En esa misma fecha se inauguró la Rambla Artigas de Circunvalación de Punta del Este y la ampliación de la Avenida Roosevelt.[cita requerida]

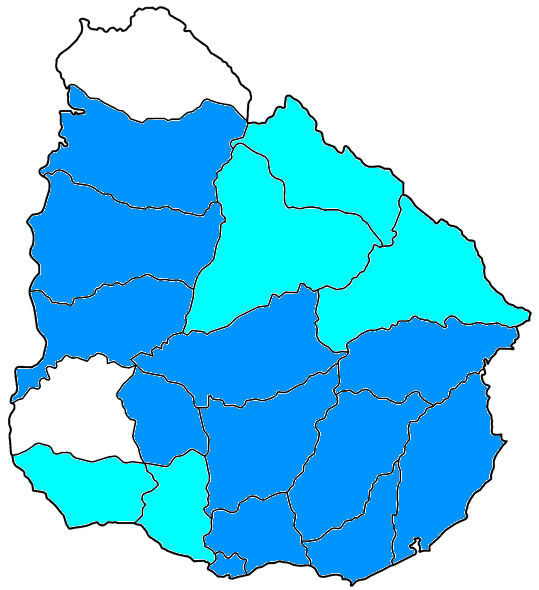
Mapa de Destinos En azul los departamentos servidos actualmente, en celeste los departamentos que tendrán conexión directa con la terminal en el futuro próximo.

En 2016 la Intendencia de Maldonado, abrió una licitación para captar empresas que estén interesadas en explotar los servicios de infraestructura/administrativo de la terminal, ganando Maldonado Trans, una concesionaria que está a cargo de las terminales de ómnibus de Maldonado, Punta del Este, Piriápolis y San Carlos.
Actualmente en la terminal operan cuatro empresas que integran el Sistema de Transporte de Maldonado y ocho empresas de transporte interdepartamentales, además de las empresas turísticas que utilizan la infraestructura de la terminal para hacer excursiones a Brasil o Argentina.
La Terminal de Ómnibus de Maldonado tiene una terminal hermana, la cual tiene el mismo diseño de pilotes y techo, esta es la Terminal de Ómnibus de San Cristóbal en Venezuela, posee las mismas deficiencias estructurales que la Terminal de Ómnibus Maldonado.

## Compañías que operan en la terminal
| Empresa         | Departamento                                                           | Ciudad matriz  | Flota                     |
| --------------- | ---------------------------------------------------------------------- | -------------- | ------------------------- |
| Agencia Central | [[Archivo:\|20x20px\|Escudo de Departamento de Montevideo]] Montevideo | Montevideo     | Marcopolo y Irizar        |
| Bruno           | Florida                                                                | Florida        | Irizar                    |
| Chadre          | [[Archivo:\|20x20px\|Escudo de Departamento de Montevideo]] Montevideo | Montevideo     | Marcopolo y Irizar        |
| COPSA Este      | [[Archivo:\|20x20px\|Escudo de Departamento de Montevideo]] Montevideo | Montevideo     | Yutong                    |
| COT             | [[Archivo:\|20x20px\|Escudo de Departamento de Montevideo]] Montevideo | Montevideo     | Neobus y Marcopolo        |
| Emtur           | Maldonado                                                              | Maldonado      | Caio                      |
| Nossar          | Durazno                                                                | Durazno        | Marcopolo                 |
| Nuñez           | Cerro Largo                                                            | Melo           | Marcopolo                 |
| Tur-Este        | Treinta y Tres                                                         | Treinta y Tres | Marcopolo y Irizar        |
| Turismar        | [[Archivo:\|20x20px\|Escudo de Departamento de Montevideo]] Montevideo | Montevideo     | Marcopolo y Irizar        |
| Tab S.R.L       | Colonia                                                                | Juan Lacaze    | Marcopolo y Busscar       |
| Copay           | Paysandú                                                               | Paysandú       | Marcopolo, Comil e Irizar |

## Rutas
Nueve son las empresas que brindan sus servicios de transporte interdepartamental hacia y desde esta terminal.
| Empresa         | Línea                                                      | Destinos | |
| --------------- | ---------------------------------------------------------- | --- | --- |
| Cot             | Punta del Este - Montevideo                                | Punta del Este, Maldonado, Portezuelo, Peaje Solís, Aeropuerto de Carrasco, Montevideo                                                               | [ 1 ] |
| Cot             | Punta del Este - Montevideo (por Ruta 8)                   | Punta del Este, Maldonado, San Carlos, Pan de Azúcar, Soca, Pando, Aeropuerto de Carrasco, Montevideo.                                               | [ 2 ] |
| Cot             | Punta del Este - Montevideo (por Ruta 9)                   | Punta del Este, Maldonado, San Carlos, Pan de Azúcar, Soca, Pando, Aeropuerto de Carrasco, Montevideo.                                               | [ 3 ] |
| Cot             | Punta del Este - Montevideo (por Ruta 10)                  | Punta del Este, Maldonado, Portezuelo, Piriápolis, Peaje Solís, Aeropuerto de Carrasco, Montevideo                                                   | [ 1 ] |
| Cot             | Laguna Garzón - Montevideo                                 | Laguna Garzón, José Ignacio, La Barra, Punta del Este, Maldonado, Portezuelo, Peaje Solís, Aeropuerto de Carrasco, Montevideo                        | [ 4 ] |
| Cot             | Punta del Este - Chuy                                      | Punta del Este, Maldonado, San Carlos, Rocha, Castillos, Punta del Diablo, Santa Teresa, La Coronilla, Chuy.                                         | [ 5 ] |
| Copsa Este      | Punta del Este - Montevideo                                | Punta del Este, Maldonado, Portezuelo, Peaje Solís, Aeropuerto de Carrasco, Montevideo                                                               | [ 1 ] |
| Copsa Este      | Punta del Este - Montevideo (por Ruta 10)                  | Punta del Este, Maldonado, Portezuelo, Piriápolis, Peaje Solís, Aeropuerto de Carrasco, Montevideo                                                   | [ 1 ] |
| Copsa Este      | Laguna Garzón - Montevideo                                 | Laguna Garzón, José Ignacio, La Barra, Punta del Este, Maldonado, Portezuelo, Peaje Solís, Aeropuerto de Carrasco, Montevideo                        | [ 4 ] |
| Bruno           | Punta del Este - Minas (por Piriápolis)                    | Punta del Este, Maldonado, Piriápolis, Las Flores, Pan de Azúcar, Minas.                                                                             | [ 6 ] |
| Bruno           | Punta del Este - Minas (por San Carlos)                    | Punta del Este, Maldonado, San Carlos, Pan de Azúcar, Minas.                                                                                         | [ 6 ] |
| Turismar        | Punta del Este - Montevideo (Por Piriápolis)               | Punta del Este, Maldonado, Piriápolis, Pando, Montevideo                                                                                             | [ 7 ] |
| Turismar        | Punta del Este - Montevideo (Por Ruta 101)                 | Punta del Este, Maldonado, Montevideo | [ 7 ] |
| Turismar        | Punta del Este - Durazno                                   | Punta del Este, Maldonado, Aeropuerto de Punta del Este, Piriápolis, Gregorio Aznárez, Migues, Tala, San Ramón, Florida, Sarandí Grande, Durazno.    | [ 8 ] |
| Turismar        | Punta del Este - Salto                                     | Punta del Este, Maldonado, Piriápolis, Gregorio Aznárez, Migues, Tala, San Ramón, Florida, Sarandí Grande, Durazno, Trinidad, Young, Paysandú Salto. | [ 9 ] |
| Chadre          | Punta del Este - Salto                                     | Punta del Este, Maldonado, Piriápolis, Gregorio Aznárez, Migues, Tala, San Ramón, Florida, Sarandí Grande, Durazno, Trinidad, Young, Paysandú Salto. | |
| Agencia Central | Punta del Este - Rivera                                    | Punta del Este, Maldonado, Piriápolis, Atlántida, Canelones, Rivera                                                                                  | [ 7 ] |
| Nossar          | Punta del Este - Rivera                                    | Punta del Este, Maldonado, Piriápolis, Atlántida, Canelones, Rivera                                                                                  | [ 7 ] |
| Tur-Este        | Maldonado - Treinta y Tres (por Aiguá)                     | Maldonado, San Carlos, Aiguá, Mariscala, Pirarajá, José Pedro Varela, Treinta y Tres.                                                                | [ 10 ] |
| Tur-Este        | Maldonado - Treinta y Tres (por Rocha)                     | Maldonado, San Carlos, Rocha, Velázquez, Lascano, José Pedro Varela, Treinta y Tres.                                                                 | [ 10 ] |
| Tur-Este        | Cabo Polonio - Piriápolis                                  | 93, 10, 9 y 15 | Cabo Polonio, La Pedrera, La Paloma, Rocha, José Ignacio, La Barra, Punta del Este, Maldonado, Piriápolis |
| Tur-Este        | Punta del Este - Minas (Por Ruta 12)                       | Punta del Este, Maldonado, San Carlos, El Edén, Minas.                                                                                               | [ 6 ] |
| Emtur Ltda.     | Maldonado - Treinta y Tres                                 | Maldonado, San Carlos, Aiguá, Mariscala, Pirarajá, José Pedro Varela, Treinta y Tres.                                                                | [ 10 ] |
| Emtur Ltda.     | Punta del Este - Minas (Por Ruta 12)                       | Punta del Este, Maldonado, San Carlos, El Edén, Minas.                                                                                               | [ 6 ] |
| Tab SRL         | Punta del Este - Colonia (Por Rutas 1,11 e Interbalnearia) | Colonia, Ecilda Paullier, San José, Santa Lucía, Canelones, Maldonado, Piriápolis, Punta del Este                                                    | [ 11 ] |
| Copay           | Paysandú - Punta del Este                                  | Paysandú, Young,Trinidad, San José, Santa Lucía, Canelones , Piriápolis, Maldonado, Punta del Este                                                   | |

### Futuras líneas
| Empresa | Línea                     | Rutas                    | Algunas localidades servidas                                                                       | Inicio              | Estado                 |
| ------- | ------------------------- | ------------------------ | -------------------------------------------------------------------------------------------------- | ------------------- | ---------------------- |
| Tab     | Colonia - Punta del Este  | 1, IB y 11               | Colonia, Ecilda Paullier, San José, Santa Lucía, Maldonado, Punta del Este                         | 22 de enero de 2025 | Adjudicada y Comenzada |
| Copay   | Paysandú - Punta del Este | 3, 11, 8, 9, IB, 71 y 10 | Paysandú, Young,Trinidad, San José, Santa Lucía, Canelones , Piriápolis, Maldonado, Punta del Este |                     |                        |

## Antiguas líneas
| Empresa   | Línea                                   | Rutas           | Algunas localidades servidas                                                                                                | Inicio | Final |
| --------- | --------------------------------------- | --------------- | --- | ------ | ----- |
| Tur-Este  | Cabo Polonio - Piriápolis               | 93, 10, 9 y 15  | Cabo Polonio, La Pedrera, La Paloma, Rocha, José Ignacio, La Barra, Punta del Este, Maldonado, Piriápolis                   | 2021   | 2022  |
| Tur-Este  | Barra de Valizas - Piriápolis           | 93, 10, 9 y 15  | Barra de Valizas, Cabo Polonio, La Pedrera, La Paloma, Rocha, José Ignacio, La Barra, Punta del Este, Maldonado, Piriápolis | 2018   | 2019  |
| Tur-Este  | Barra de Valizas - Piriápolis           | 93, 10, 9 y 15  | Barra de Valizas, Cabo Polonio, La Pedrera, La Paloma, Rocha, José Ignacio, La Barra, Punta del Este, Maldonado, Piriápolis | 2017   | 2018  |
| C.O.O.M.  | Minas - Punta del este (Por Piriápolis) | 12, 60, 37 y 93 | Punta del Este, Maldonado, Piriápolis, Las Flores, Pan de Azúcar, Minas.                                                    | 1978   | 2014  |
| C.O.O.M.  | Minas - Punta del Este (Por San Carlos) | 60, 9 y 39      | Punta del Este, Maldonado, San Carlos, Pan de Azúcar, Minas.                                                                | 1978   | 2014  |
| Tur-Este  | La Pedrera - Piriápolis                 | 93, 10, 9 y 15  | La Pedrera, La Paloma, José Ignacio, La Barra, Punta del Este, Maldonado, Piriápolis                                        | 2011   | 2012  |
| GonzaTour | La Pedrera - Piriápolis                 | 93, 10, 9 y 15  | La Pedrera, La Paloma, José Ignacio, La Barra, Punta del Este, Maldonado, Piriápolis                                        | 2010   | 2011  |
| Tur-Este  | La Pedrera - Piriápolis                 | 93, 10, 9 y 15  | La Pedrera, La Paloma, José Ignacio, La Barra, Punta del Este, Maldonado, Piriápolis                                        | 2010   | 2011  |

## Transporte urbano
En la terminal se ubican múltiples paradas de ómnibus urbanos, por la cual pasan la gran mayoría de las líneas del Sistema de Transporte del propio departamento, permitiendo el trasbordo con otras líneas locales o interdepartamentales.
| Línea | Destinos desde San José y 18 de Julio                                                | Destinos desde Explanada Terminal                                                           | Operador               | Horario  |
| ----- | ------------------------------------------------------------------------------------ | ------------------------------------------------------------------------------------------- | ---------------------- | -------- |
| 1     | Punta del Este                                                                       | Centro - San Carlos                                                                         | Codesa                 | Diurno   |
| 3     | Club de Golf - San Rafael                                                            | Centro - Hipódromo                                                                          | Codesa                 | Diurno   |
| 7     | Punta del Este                                                                       | Centro - San Carlos                                                                         | Codesa                 | Diurno   |
| 7/24  | Punta del Este                                                                       | Centro - San Carlos                                                                         | Codesa                 | Nocturno |
| 8     | Punta del Este                                                                       | Portezuelo - Aeropuerto - La Capuera - Piriápolis                                           | Codesa                 | Diurno   |
| 9     | Punta del Este                                                                       | Centro                                                                                      | Codesa                 | Diurno   |
| 9/12  | Punta del Este                                                                       | Centro                                                                                      | Codesa                 | Nocturno |
| 12    | Punta del Este                                                                       | Centro                                                                                      | Codesa                 | Diurno   |
| 14    | Lª Garzón - José Ignacio - Bº Buenos Aires - Manantiales - La Barra - Punta del Este | Centro                                                                                      | Codesa                 | Diurno   |
| 15    | Bº Buenos Aires - El Chorro - Manantiales - La Barra - Punta del Este                | Centro                                                                                      | Codesa                 | Diurno   |
| 16    | Bº Buenos Aires - Manantiales - La Barra                                             | Centro - Cerro Pelado                                                                       | Maldonado Turismo      | Diurno   |
| 17    | Punta del Este                                                                       | Centro - Cerro Pelado                                                                       | Maldonado Turismo      | Diurno   |
| 17/19 | Punta del Este                                                                       | Centro - Cerro Pelado                                                                       | Maldonado Turismo      | Nocturno |
| 19    | Punta del Este                                                                       | Centro - Cerro Pelado                                                                       | Maldonado Turismo      | Diurno   |
| 20    | Punta del Este                                                                       | Centro - Aeropuerto - La Capuera - Pan de Azúcar                                            | Micro Ltda.            | Diurno   |
| 24    | Punta del Este                                                                       | Centro - San Carlos Centro - Hipódromo                                                      | Codesa                 | Diurno   |
| 28    | –                                                                                    | Centro - San Carlos Centro - Casapueblo - Solanas - Aeropuerto - La Capuera - Pan de Azúcar | Guscapar               | Diurno   |
| 30    | –                                                                                    | Casapueblo - Aeropuerto - Pan de Azúcar - kilómetro 110                                     | Guscapar               | Diurno   |
| L48   | Hospital                                                                             | Centro - Hipódromo                                                                          | Codesa                 | Diurno   |
| L49   | Lausana - Pinares - Hospital                                                         | Centro - 14 de Febrero - Maldonado Nuevo - La Candelaria - Biarritz                         | Codesa                 | Diurno   |
| L50   | Lausana - Pinares - Hospital                                                         | Centro - Maldonado Nuevo - Biarritz - Las Cooperativas                                      | Codesa                 | Diurno   |
| L51   | –                                                                                    | Centro - Hospital - San Francisco - La Sonrisa - Villa Delia - La Fortuna - El Cortijo      | Maldonado Turismo      | Diurno   |
| L52   | –                                                                                    | Centro - Bº Norte - Cerro Pelado - Mazzoni                                                  | Maldonado Turismo      | Diurno   |
| 55    | Bº Buenos Aires - El Chorro - Manantiales - La Barra - El Jagüel                     | Centro                                                                                      | Codesa                 | Diurno   |
| 61    | –                                                                                    | Centro - Solanas - Aeropuerto - La Capuera                                                  | Codesa                 | Diurno   |
| 62    | –                                                                                    | Centro - Solanas - Aeropuerto - La Capuera                                                  | Micro Ltda.            | Diurno   |
| 63    | –                                                                                    | Centro - Solanas - Aeropuerto - La Capuera                                                  | Guscapar               | Diurno   |
| 100   | –                                                                                    | Solanas - Aeropuerto - La Capuera - Piriápolis                                              | Guscapar y Micro Ltda. | Diurno   |

## Servicios
Además de las agencias de las empresas de transporte, éstos son los servicios con los que cuenta la terminal:
- Cafetería
- Kiosco
- Farmacia
- Casa de cambio con servicio RedPagos, RedBROU, Western Union y RedUTS
- Baños
- Teléfonos públicos
- Servicio de guardaequipaje
- Estacionamiento para automóviles, motocicletas y bicicletas
- Parada de taxis
- Oficina de información de transporte local
- Centro de Información a la Juventud
  - Oficina de la Juventud
  - Acceso a internet
  - Centro Público de Empleo
  - Comedor estudiantil
- Hamacas y otros juegos infantiles